# داني شابيرو
داني شابيرو (بالإنجليزية: Dani Shapiro)‏ (10 أبريل 1962، نيويورك في الولايات المتحدة)؛ روائية أمريكية. درست في كلية سارة لورانس.